# Stellaria dichotoma
Stellaria dichotoma var. lanceolata, és una espècie de planta del gènere Stellaria dins la família Caryophyllaceae. És una de les 50 plantes de la medicina tradicional xinesa.
A Espanya figura dins la llista de plantes de venda regulada.

## Descripció
En medicina s'aprofita la seva rel que és cilíndrica de 15 - 40 cm de llargada i 1 - 2.5 cm de diàmetre.
La planta conté pèptids cíclics anomenats dicotomines J (1) i K (2). També conté alcaloides carbolínics. Tenen potencial antiinflamatori.